# 30-as villamos (Bécs)
A bécsi 30-as jelzésű villamos Floridsdorf és Stammersdorf között közlekedik, útvonala a két végállomás között megegyezik a 31-es villamoséval. A viszonylatot a Wiener Linien üzemelteti.

## Megállóhelyei
Az átszállási kapcsolatok között az azonos, de hosszabb útvonalon közlekedő 31-es villamos nincs feltüntetve.
| 30 (Floridsdorf ◄► Stammersdorf) | 30 (Floridsdorf ◄► Stammersdorf) | 30 (Floridsdorf ◄► Stammersdorf) | 30 (Floridsdorf ◄► Stammersdorf)                    | 30 (Floridsdorf ◄► Stammersdorf) |
| Perc (↓)                         | Megállóhely                      | Perc (↑)                         | Átszállási kapcsolatok                              |                                  |
| -------------------------------- | -------------------------------- | -------------------------------- | --------------------------------------------------- | -------------------------------- |
| 0                                | Floridsdorf végállomás           | 18                               | U6 S1 , S2 , S3 , S4 , S7 25, 26 28A, 29A, 33A, 34A |                                  |
| 4                                | Floridsdorfer Markt              | 14                               |                                                     |                                  |
| 5                                | Bahnsteggasse                    | 13                               |                                                     |                                  |
| 6                                | Brünner Straße                   | 12                               | S3 , S4 36B                                         |                                  |
| 8                                | Shuttleworthstraße               | 11                               |                                                     |                                  |
| 9                                | Großjedlersdorf                  | 9                                | 30A, 31A, 32A, 36A, 36B                             |                                  |
| 10                               | Carabelligasse                   | 8                                | 36A, 36B                                            |                                  |
| 12                               | Brünner Straße, Hanreitergasse   | 6                                | 32A                                                 |                                  |
| 13                               | Empergergasse                    | 5                                |                                                     |                                  |
| 14                               | Anton-Schall-Gasse               | 4                                |                                                     |                                  |
| 15                               | Van-Swieten-Kaserne              | 2                                |                                                     |                                  |
| 16                               | Stammersdorf végállomás          | 0                                |                                                     |                                  |